# 풍발
연 태조 문성황제 풍발(燕 太祖 文成皇帝 馮跋, ? ~ 430년, 재위：409년 ~ 430년)은 중국 오호 십육국 시대 북연의 제2대 황제(그러나 황제 대신 천왕의 칭호를 썼다)로, 아명은 걸직벌(乞直伐), 자는 문기(文起)이며, 기주 장락군 신도현(信都縣) 사람이다. 그는 후연의 황제 모용희를 타도한 407년의 쿠데타에서 자신이 지지했던 고운(혜의제)이 409년 측근에게 암살되자 황제(천왕)가 되었다. 그의 치세에 북연은 대체로 영토를 유지했지만, 훨씬 더 강력한 적대국가인 북위에 맞서서는 나아가지 못했다. 그는 100여 명이 넘는 아들들을 둔 것으로 알려져 있었으나, 430년 그의 사후, 동생이자 후계자인 풍홍(소성제)이 그들을 몰살시켜 버렸다.

## 가계
- 조부 : 풍화(馮和) - 사후 409년 원황제로 추존되었다.
  - 아버지 : 풍안(馮安) - 서연의 장군. 사후 409년 선황제로 추존되었다.
  - 어머니 : 장(張)태후 - 409년 태후의 존호를 받았다.
    - 본인 : 문성제 풍발
    - 정실 : 손(孫)왕후 - 409년 왕후에 봉해졌다.
      - 딸 : 낙랑공주(樂浪公主) - 411년 유연의 제2대 카간 애고개가한(藹苦蓋可汗) 욱구려곡률과 결혼하였다.

    - 측실 : 송(宋)부인
      - 아들 : 풍수거(馮受居, ? ~ 430년) - 430년 숙부 풍홍에게 죽임을 당했다.

    - 측실 : 욱구려소의(郁久閭昭儀, ? ~ ?) - 유연의 제2대 카간 애고개가한 욱구려곡률의 딸. 414년 결혼
    - 생모 불명의 자녀
      - 아들 : 풍영(馮永, ? ~ 426년) - 풍발의 장남. 409년 태자에 봉해졌다.
      - 아들 : 풍익(馮翼, ? ~ 430년) - 426년 태자에 봉해졌으나, 430년 숙부 풍홍에게 죽임을 당했다.
      - 그 밖에 100여명이 넘는 아들들이 있었으나, 풍홍이 즉위하고 나서 모두 풍홍에게 죽임을 당했다.

    - 동생 : 범양공 → 요서공 풍소불
    - 동생 : 급군공 → 중산공 → 소성제 풍홍
    - 동생 : 상산공 풍비

  - 숙부 : 풍영(馮榮)
    - 사촌형 : 상곡공 풍만니

  -  ? (계통 불명)
    - 사촌형 : 풍매(馮買)
    - 사촌동생 : 풍도(馮睹/馮覩)
    -  ? (계통 불명)
      - 조카 : 광천공 풍유진 - 풍발의 사촌형의 아들

## 풍발이 등장한 작품
- 《광개토태왕》(KBS, 2011년~2012년, 배우 : 정호근)

## 참고 문헌
- 방현령 외, 《진서》
  - 권124 재기(載記) 제24 모용보·모용성·모용희·모용운
  - 권125 재기(載記) 제25 풍발
- 위수(魏收), 《위서》 권97 열전 제85 풍발
- 최홍(崔鴻), 《십육국춘추》 권15 북연록(北燕錄)
- 사마광, 《자치통감》 권109·권115·권116·권117·권118·권119·권120·권121
- 호삼성, 《자치통감음주》 권109·권115·권116·권117·권118·권119·권120·권121

| 전임 벗 혜의제 고운 | 제2대 북연의 황제(천왕) 409년 ~ 430년 | 후임 동생 소성제 풍홍 |